# FC 도르도이 비슈케크
FC 도르도이 비슈케크(FC Dordoi Bishkek)는 1998년에 창단된 키르기스스탄 비슈케크의 축구 클럽이다.

## 성적
- 키르기스스탄 리그: 우승 13회 (2004, 2005, 2006, 2007, 2008, 2009, 2011, 2012, 2014, 2018, 2019, 2020, 2021)
- 키르기스스탄 컵: 우승 5회 (2004, 2005, 2006, 2008, 2010)
- AFC 프레지던트컵: 우승 2회 (2006, 2007), 준우승 4회 (2005, 2008, 2009, 2010)

## 선수

### 현역
참고: FIFA 자격 규정에 따라 소속된 국가대표팀 국기를 표시합니다. 선수는 복수의 FIFA 비회원국 국적을 가지고 있을 수 있습니다.
| 번호 | 포지션 | 국적         | 이름                  |
| ---- | ------ | ------------ | --------------------- |
| 17   | DF     | 키르기스스탄 | 수윤트벡 마미랄리예프 |
| 31   | DF     | 키르기스스탄 | 알렉산더 미스첸코     |

| 번호 | 포지션 | 국적       | 이름          |
| ---- | ------ | ---------- | ------------- |
| 55   | MF     | 우크라이나 | 올렉시 로보프 |